# Йоаникий III Серски
Йоаникий (на гръцки: Ιωαννίκιος Σερρών) е православен духовник, серски митрополит на Вселенската патриаршия от 1745 до 1769 година.
Йоаникий е роден в Цариград. При управлението му са ремонтирани митрополитската църква „Св. св. Теодор Тирон и Теодор Стратилат“, както и митрополитската сграда, обновена в 1748 година. В 1754 година е изработен иконостасът на „Св. св. Теодор Тирон и Теодор Стратилат“. В 2005 година при ремонтни работи в църквата „Свети Георги“ в Нигрита е открита бележка от митрополит Йоаникий, сгъната в олтара заедно с мощи на Свети Трифон и Свети Пантелеймон. В бележката митрополитът казва, че храмът е осветен от него на 3 април 1753 година, втори ден на Великден.
| „ | ἐν τῷ ᾳψνγ (1753) ἐν μινί ἀπριλίῳ γ΄ (3) ἐγκαινιάσθη οὗτος ὁ θείος καί ἱερός ναός τοῦ ἁγίου ἐνδόξου μεγαλομάρτυρος γεωργίου δι΄ ἐμοῦ τοῦ ταπεινοῦ μητροπολίτου σεῤῥῶν Ἰωαννικίου | “ |